# Quarazze
Quarazze (Gratsch in tedesco) è una delle quattro frazioni del comune di Merano.

## Geografia fisica

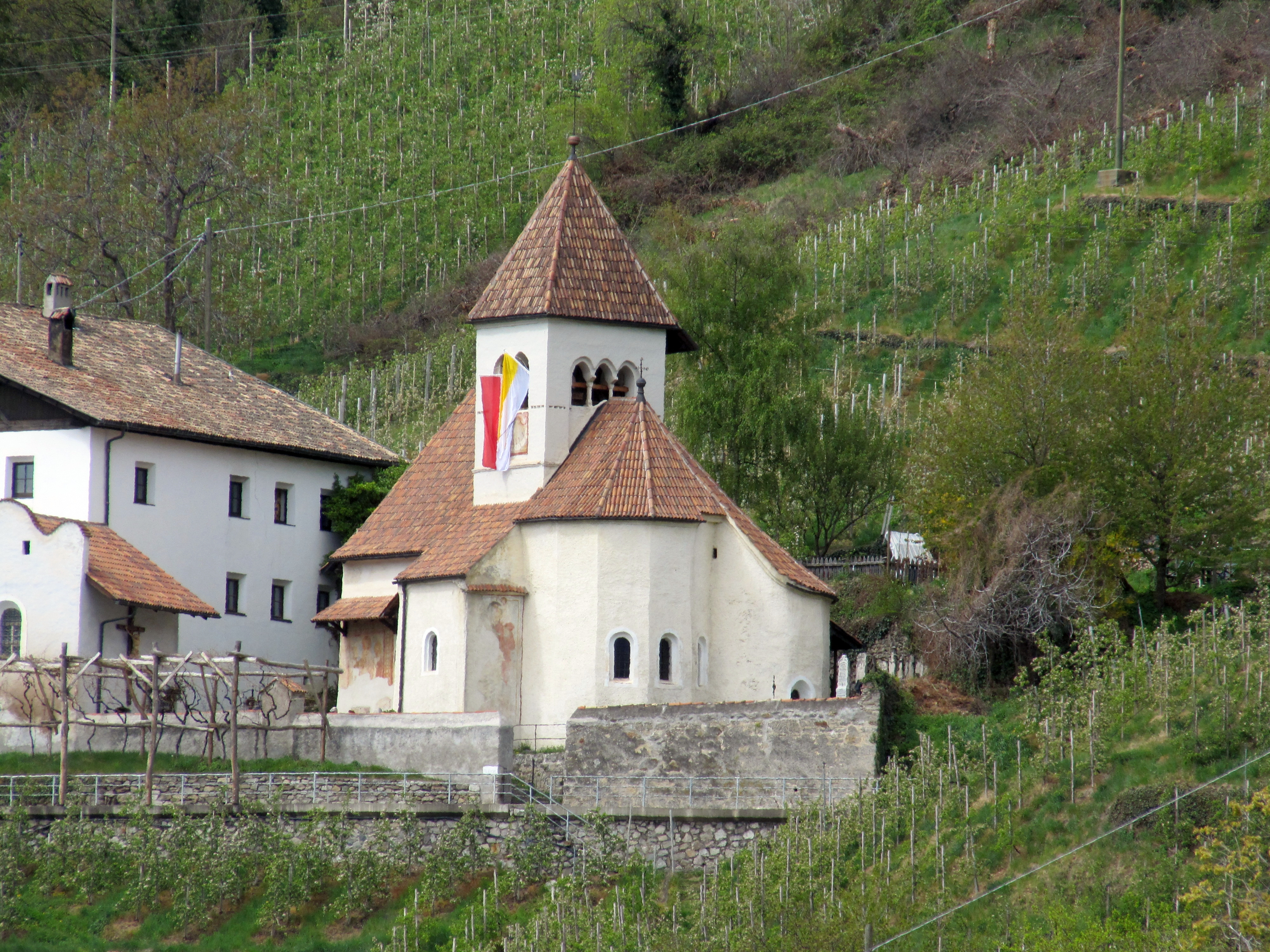
Chiesa di San Pietro

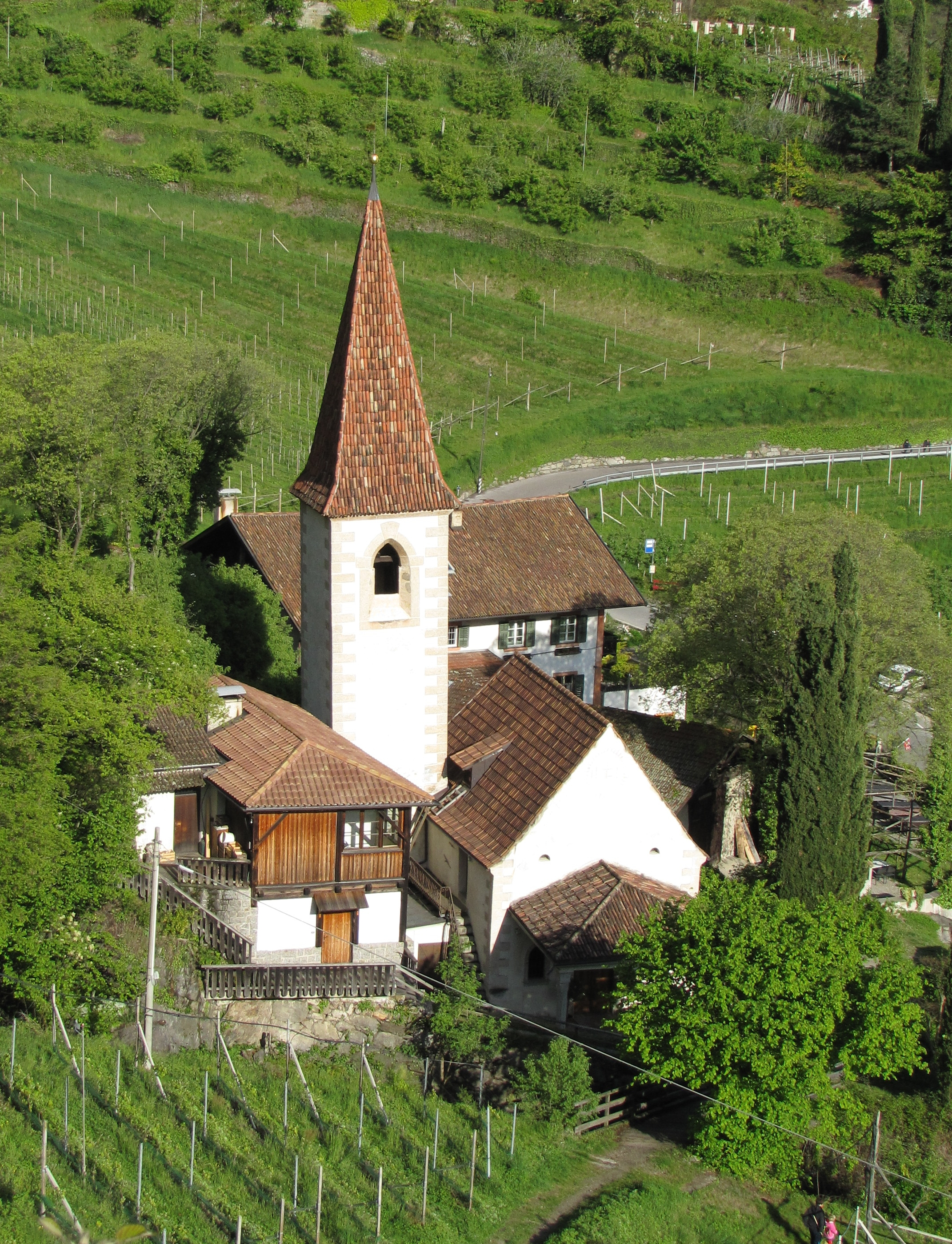
Chiesa di Santa Maddalena a Quarazze

Quarazze è esposto verso sud-est e sorge su una morena glaciale sotto a castel Tirolo.

## Storia
La zona di Quarazze fu abitata fin dalla preistoria. Nel 1957, infatti, fu scoperta una tomba a camera di età neolitica con un buco dell'anima. Ricomposta vicino alla chiesa dal paese, rimase in pubblica vista fino alla fine degli anni '90, quando venne trasportata al museo archeologico dell'Alto Adige a Bolzano dove è tuttora esposta.
Dall'alto medioevo e fino all'età moderna, il monastero bavarese di Wessobrunn aveva vari possedimenti nella zona di Quarazze tra cui anche un maso. Sempre all'alto medioevo e più esattamente tra il VIII e il IX secolo, risale la chiesa di San Pietro che fino al 1905 era la chiesa parrocchiale del paese. Essa presenta vari affreschi risalenti al 1100.
Durante la guerra tra Margherita di Tirolo-Gorizia e Carlo IV di Lussemburgo, Quarazze subì vari danni tra cui la distruzione della chiesa di Santa Maddalena che fu poi ricostruita nel 1348.
Alla fine del '800 vi fu fondato da Norbert von Kaan il sanatorio Martinsbrunn, che divenne famoso e ospitò varie personalità illustri tra cui il compositore Max Reger. Il sanatorio è tuttora in funzione e nel 2013 vi furono girate delle scene del film La migliore offerta di Giuseppe Tornatore.
Quarazze fu comune autonomo fino al 24 settembre 1923 quando, insieme a Maia Alta e Maia Bassa, fu incorporato nel comune di Merano.

## Monumenti e luoghi d'iinteresse
- Chiesa di San Pietro
- Chiesa di Santa Maddalena
- Passeggiata Tappeiner
- Waalweg di Lagundo
- Castel Torre
- Castel Fontana